# 3CD Collector’s Set
3CD Collector’s Set – pierwszy album kompilacyjny barbadoskiej piosenkarki Rihanny, wydany 15 grudnia 2009 roku w większości krajów Europy i Stanach Zjednoczonych. Kompilacja składa się ze wszystkich trzech płyt wokalistki, wydanych w latach 2005–2008. 3CD Collector’s Set zadebiutował na 80. miejscu amerykańskiej listy U.S. Billboard Top R&B/Hip-Hop Albums.

## Zawartość
Zestaw składa się z debiutanckiej płyty Music of the Sun, z jej drugiego albumu zatytułowanego A Girl Like Me i z reedycji albumu Good Girl Gone Bad. Dodatkowo pakiet zawiera dwa zdjęcia promujące czwarty album Rihanny, Rated R.

## Lista utworów[1]
CD1 – Music of the Sun
| #   | Tytuł                                                | Autorzy                                                                                             | Czas trwania |
| --- | ---------------------------------------------------- | --------------------------------------------------------------------------------------------------- | ------------ |
| 1.  | „Pon de Replay”                                      | Evan Rogers, Carl Sturken, Vada Nobles                                                              | 4:06         |
| 2.  | „Here I Go Again” (feat. J-Status)                   | Evan Rogers, Carl Sturken, J-Status, Rihanna Fenty                                                  | 4:11         |
| 3.  | „If It’s Lovin’ That You Want”                       | Jean Claude Oliver, Samuel Barnes, Alaxsander Mosely, Scott Larock, Lawrence Parker, Makeba Riddick | 3:28         |
| 4.  | „You Don’t Love Me (No, No, No)” (feat. Vybz Kartel) | Ellas McDaniel, Willie Cobbs                                                                        | 4:20         |
| 5.  | „That La, La, La”                                    | Full Force, D. Emile                                                                                | 3:45         |
| 6.  | „The Last Time”                                      | Full Force, D. Emile                                                                                | 4:53         |
| 7.  | „Willing To Wait”                                    | Evan Rogers, Carl Sturken                                                                           | 4:37         |
| 8.  | „Music of the Sun”                                   | Diane Warren, Evan Rogers, Carl Sturken, Rihanna Fenty                                              | 3:56         |
| 9.  | „Let Me”                                             | Evan Rogers, Carl Sturken, Mikkel SE, Tor Erik Hermansen, Makeba Riddick                            | 3:56         |
| 10. | „Rush” (feat. Kardinal Offishall)                    | Evan Rogers, Carl Sturken                                                                           | 3:09         |
| 11. | „There’s a Thug In My Life” (feat. J-Status)         | E. Jordan, Evan Rogers, Carl Sturken                                                                | 3:21         |
| 12. | „Now I Know”                                         | Evan Rogers, Carl Sturken, Rihanna Fenty                                                            | 5:01         |
| 13. | „Pon de Replay” (Remix) (feat. Elephant Man)         | Evan Rogers, Carl Sturken, Vada Nobles                                                              | 3:37         |

CD2 – A Girl Like Me
| #   | Tytuł                                                 | Autorzy                                                                                  | Czas trwania |
| --- | ----------------------------------------------------- | ---------------------------------------------------------------------------------------- | ------------ |
| 1.  | „SOS”                                                 | Ed Cobb, Jonathan Rotem, Evan Bogart                                                     | 4:00         |
| 2.  | „Kisses Don’t Lie”                                    | Evan Rogers, Carl Sturken, Rihanna Fenty                                                 | 3:52         |
| 3.  | „Unfaithful”                                          | Stargate, Mikkel S. Eriksen, Shaffer Smith                                               | 3:48         |
| 4.  | „We Ride”                                             | Mikkel S. Eriksen, Makeba Riddick                                                        | 3:56         |
| 5.  | „Dem Haters (feat. Dwane Husbands)”                   | Evan Rogers, Carl Sturken, M. Hallim, V. Morgan, Michael Flowers, Aion Clarke            | 4:19         |
| 6.  | „Final Goodbye”                                       | Curtis Richardson, Luke McMaster, Charlene Gilliam                                       | 3:14         |
| 7.  | „Break It Off” (feat. Sean Paul)                      | Sean Paul Henriques, Rihanna Fenty, Donovan Bennett, K. Ford                             | 3:34         |
| 8.  | „Crazy Little Thing Called Love (featuring J-Status)” | Evan Rogers, Carl Sturken                                                                | 3:23         |
| 9.  | „Selfish Girl”                                        | Evan Rogers, Carl Sturken                                                                | 3:38         |
| 10. | „P.S. (I’m Still Not Over You)”                       | Evan Rogers, Carl Sturken                                                                | 4:11         |
| 11. | „A Girl Like Me”                                      | Evan Rogers, Carl Sturken, Rihanna Fenty                                                 | 4:18         |
| 12. | „A Million Miles Away”                                | Evan Rogers, Carl Sturken                                                                | 4:11         |
| 13. | „If It’s Lovin’ That You Want” (Part 2)               | Jean Claude Olivier, Samuel J. Barnes, Alaxsander Mosely, Scott Larock, Lawrence Parker, | 4:08         |

CD3 – Good Girl Gone Bad: RELOADED
| #   | Tytuł                                         | Autorzy                                                                                           | Czas trwania |
| --- | --------------------------------------------- | ------------------------------------------------------------------------------------------------- | ------------ |
| 1.  | „Umbrella” feat. Jay-Z                        | Christopher Stewart, Terius Nash, Thaddis Harrell, Shawn Carter                                   | 4:35         |
| 2.  | „Push Up On Me”                               | Jonathan Rotem, Makeba Riddick, Lionel Richie, Cynthia Weil                                       | 3:15         |
| 3.  | „Don't Stop the Music”                        | StarGate, Tawanna Dabney, Michael Jackson                                                         | 4:27         |
| 4.  | „Breakin’ Dishes”                             | Christopher Stewart                                                                               | 3:20         |
| 5.  | „Shut Up and Drive”                           | Evan Rogers, Carl Sturken, Stephen Paul David Morris, Peter Hook, Bernard Sumner, Gillian Gilbert | 3:33         |
| 6.  | „Hate That I Love You” (feat. Ne-Yo)          | Shaffer Smith                                                                                     | 3:39         |
| 7.  | „Say It”                                      | Makeba Riddick, Neo Da Matrix, Ewart Brown, Clifton Dillon, Sly Dunbar, Brian Thompson            | 4:10         |
| 8.  | „Sell Me Candy”                               | Makeba Riddick, Timothy Mosley                                                                    | 2:45         |
| 9.  | „Lemme Get That”                              | Timothy Mosley, Shawn Carter                                                                      | 3:41         |
| 10. | „Rehab (feat. Justin Timberlake)”             | Justin Timberlake, Timothy Mosley, Hannon Lane                                                    | 4:54         |
| 11. | „Question Existing”                           | Shaffer Smith, Shea Taylor, Shawn Carter                                                          | 4:06         |
| 12. | „Good Girl Gone Bad”                          | Shaffer Smith, Lene Marlin                                                                        | 3:33         |
| 13. | „Cry”                                         | Mikkel S. Eriksen, Frankie Storm                                                                  | 3:55         |
| 14. | „Disturbia”                                   | Robert Allen, Andre Merritt, Chris Brown, Brian Kennedy                                           | 3:59         |
| 15. | „Take a Bow”                                  | Mikkel S. Eriksen, Shaffer Smith                                                                  | 3:49         |
| 16. | „If I Never See Your Face Again” (z Maroon 5) | Adam Levine, James Valentine                                                                      | 3:18         |

## Pozycje na listach
W tygodniu kończącym się 2 stycznia 2010, 3CD Collector’s Set zadebiutował w Stanach Zjednoczonych na liście U.S. Billboard Top R&B/Hip-Hop Albums na pozycji 80.

## Notowania
| Notowania (2009)                      | Najwyższa pozycja |
| ------------------------------------- | ----------------- |
| U.S. Billboard Top R&B/Hip-Hop Albums | 80                |